# Liste der Kulturdenkmale in Naundorf (Sachsen)

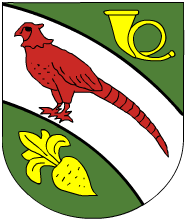
Wappen von Naundorf

In der Liste der Kulturdenkmale in Naundorf sind die Kulturdenkmale der sächsischen Gemeinde Naundorf verzeichnet, die bis Juni 2020 vom Landesamt für Denkmalpflege Sachsen erfasst wurden (ohne archäologische Kulturdenkmale). Die Anmerkungen sind zu beachten.
Diese Aufzählung ist eine Teilmenge der Liste der Kulturdenkmale im Landkreis Nordsachsen.

## Naundorf
| Bild                                    | Bezeichnung | Lage                          | Datierung | Beschreibung | ID       |
| --------------------------------------- | --- | ----------------------------- | --- | --- | -------- |
| Direkt Bild zu diesem Denkmal hochladen | Gedenkstein | (Flurstück 360o) (Karte)      | Um 1832 | Erinnert an den ehemaligen Schlossbesitzer, ortsgeschichtlich von Bedeutung. Gedenkstein aus Sandstein, obeliskartiger Stein mit gestufter Bekrönung. | 08973406 |
|                                         | Döllnitzbahn (Sachgesamtheit) | (Flurstück 287) (Karte)       | 1884–1885 | Sachgesamtheitsbestandteil der Sachgesamtheit Döllnitzbahn mit folgendem Sachgesamtheitsteil: Strecke der Schmalspurbahn (siehe auch Sachgesamtheit 09305782, Oschatz, Bahnhofsplatz 1); eisenbahngeschichtlich und technikgeschichtlich von Bedeutung | 09305791 |
| Direkt Bild zu diesem Denkmal hochladen | Grabmal | (Flurstück 360o) (Karte)      | 1915 | Als Grablege der Rittergutsbesitzer von ortshistorischer Bedeutung. Kreuz aus Naturstein (grob behauen). | 08973407 |
|                                         | Schule | Mügelner Straße 8 (Karte)     | Bezeichnet mit 1893                                                                                               | Zeittypischer Putzbau mit flachem Walmdach, baugeschichtlich und ortsgeschichtlich von Bedeutung. Zweigeschossig, Bruchsteinklinkersockel, Putznutung im Erdgeschoss, verzierte Fenstergewände (Sandstein) im Obergeschoss, Mittelrisalit mit aufwändiger Putzgliederung an Tür- und Fenstergewänden (Zwillingsfenster im Obergeschoss), darüber Dreiecksgiebel, Haustür und Fenster neu. Ausstattung: alte Treppe und Türen. | 08973402 |
| Weitere Bilder                          | Katharinenkirche mit Kirchhof und Einfriedungsmauer, zwei Grufthäuser, acht Grabmale, Denkmal für die Gefallenen des Ersten Weltkrieges, Gedenkstein 100 Jahre Völkerschlacht und Lutherlinde mit Gedenkstein | Straße der Einheit (Karte)    | 1579 (Kirche); 18./19. Jahrhundert (Grabmal); um 1885 (Grufthaus); nach 1918 (Kriegerdenkmal); 1933 (Lutherlinde) | Saalkirche, baugeschichtlich und ortsgeschichtlich von Bedeutung. - Saalkirche: 1579 errichtet, 1742–1744 umgebaut, 1896/1897 restauriert, Ausstattung von 1744: Kanzelaltar, Herrschaftslogen mit Öfen - Einfriedung Friedhof: verputzte Mauer, teilweise unverputztes Bruchsteinmauerwerk - Grufthäuser: mit zeittypischen historisierenden Schauseiten - Gedenkstein zum 100. Jahrestag der Völkerschlacht: aufrecht stehende Natursteinplatte auf Ziegelsockel - Kriegerdenkmal Erster Weltkrieg: konisch zulaufende, aufrecht stehende Natursteinplatte, Relief Helm mit Eichenlaub vor eisernem Kreuz, darunter Namen der Gefallenen - Grabmale: sechs Sandsteingrabmale des 18. Jahrhunderts eingelassen in Einfriedungsmauer zum Pfarrhaus, Grabmal Hermann Voigtländer (1854–1888), Sandsteinkubus mit Trauernder, Sandsteingrabmal mit Urne (1. Hälfte 19. Jahrhundert) - Luther-Gedenkbaum mit Stein vor dem Kirchhof | 08973405 |
|                                         | Pfarrhaus mit Einfriedung | Straße der Einheit 16 (Karte) | 1912 | Zeittypischer Putzbau mit baugeschichtlicher und ortsgeschichtlicher Bedeutung. Zweigeschossig mit geknicktem Krüppelwalmdach, schöner originaler Edelputz mit schlichter Gliederung, originale Haustür, originale Fenster (bis auf Obergeschoss). Einfriedung: Lattenzaun auf Steinsockel (verputzt). Ausstattung im Inneren: originales Treppenhaus, Bleiglasfenster im Treppenhaus. | 09305803 |
| Direkt Bild zu diesem Denkmal hochladen | Wohnstallhaus, Seitengebäude und Scheune eines Dreiseithofes, mit Hofbaum (Kastanie) und Einfriedung | Straße der Einheit 17 (Karte) | Um 1830 | Wohnstallhaus Obergeschoss Fachwerk, aufgrund seines weitestgehend erhaltenen Originalzustandes ein in seiner Gesamtheit erhalten gebliebenes und daher sehr anschauliches Zeugnis ländlicher Bauweise, baugeschichtlich von Bedeutung. - Wohnstallhaus: Erdgeschoss massiv mit starken Sandsteingewänden, originale Fenster, zum Teil Schiebefenster, im Obergeschoss Fachwerk, alte Fenster, Satteldach mit Biberschwanzdeckung, originale Haustür - Scheune: Massivbau (mit Klinkerbogen), Satteldach, hölzerne Tore und Türen - Stallgebäude: massiver Putzbau, Sandsteingewände, zum Teil originale Schiebefenster, alte Tür, Kastanie im Hof - Einfriedung: Bruchsteinmauerwerk (verputzt), drei Torpfosten mit Sandsteinplatte als Bekrönung, erneuerte Holztore | 08973403 |
| Direkt Bild zu diesem Denkmal hochladen | Wohnstallhaus eines ehemaligen Dreiseithofes | Straße der Einheit 23 (Karte) | Bezeichnet mit 1837                                                                                               | Stattlicher und in seinem Erscheinungsbild weitgehend original erhaltener Fachwerkbau mit charakteristischem Mansarddach mit Schopf, baugeschichtlich und ortsbildprägend von Bedeutung. Lang gestreckter, zweigeschossiger Baukörper mit 4 zu 14 Achsen, Erdgeschoss massiv, Obergeschoss hofseitig Sichtfachwerk, rückseitiges Obergeschoss massiv, Giebel massiv mit Sandsteinfenstergewänden, hofseitiges ursprüngliches Sandsteinportal zugesetzt, dort im Schlussstein bezeichnet mit 1837, Mansarddach mit Schopf, Dacheindeckung mit Eternit. | 09305837 |
| Direkt Bild zu diesem Denkmal hochladen | Ausstattung einer Schmiede | Zeichaer Straße 3 (Karte)     | Laut Auskunft 1879                                                                                                | Selten gewordenes Zeugnis eines ländlichen Handwerksbetriebes, technikgeschichtlich von Bedeutung. - Ausstattung: Alte Schmiede mit Handblasebalg, Werkzeug, Amboss, Biege, Feuerstelle, alter Pflasterung, Holzbock, Zirkel, Hufzange - Gebäude: im Kern um 1840, 1879 zur Schmiede umgebaut und um 1942 | 08972778 |
| Direkt Bild zu diesem Denkmal hochladen | Wohnhaus eines ehemaligen Bauernhofes | Zeichaer Straße 6 (Karte)     | 2. Hälfte 18. Jahrhundert                                                                                         | Ehemaliges Drescherhaus, weitestgehend original erhaltener Fachwerkbau, baugeschichtlich, straßenbildprägend und ortsgeschichtlich von Bedeutung. Zweigeschossiger Bau mit Krüppelwalmdach, Erdgeschoss massiv, Tür- und Fenstergewände aus Sandstein, Obergeschoss und straßenseitiger Giebel Fachwerk, Fenster teilweise erneuert, Haustür neu, Holzstakenausfachung, teilweise Lehmputz. | 08972760 |

## Casabra
| Bild           | Bezeichnung | Lage                               | Datierung                                                                                            | Beschreibung | ID       |
| -------------- | --- | ---------------------------------- | --- | --- | -------- |
|                | Wohnhaus | Brühl 1 (Karte)                    | Bezeichnet mit 1822                                                                                  | Weitestgehend original erhaltener Fachwerkbau, baugeschichtlich von Bedeutung. Erdgeschoss massiv, Obergeschoss Fachwerk, Giebelseite massiv, Krüppelwalmdach mit Kronendeckung (alt), Fachwerkanbau traufseitig angeschleppt, Sandsteingewände an Fenstern im Erdgeschoss und Haustür (mit Schlussstein), alte Fenster, alte Haustür. | 08973394 |
|                | Denkmal für die Gefallenen des Ersten Weltkrieges                                                                        | Hauptstraße (Karte)                | Nach 1918                                                                                            | Ortsgeschichtlich von Bedeutung. Aufrecht stehender Sandstein mit dreieckigem Abschluss, Relief eines Helms, darunter Namen der Gefallenen. | 08973400 |
|                | Wohnstallhaus, Seitengebäude und Scheune eines Dreiseithofes                                                             | Hauptstraße 14 (Karte)             | Um 1820                                                                                              | Regionaltypische und weitgehend authentisch erhaltene Hofanlage, baugeschichtlich, wirtschaftsgeschichtlich und ortsbildprägend von Bedeutung. - Wohnstallhaus: Erdgeschoss massiv, Fenster zum Teil zugesetzt, Obergeschoss Fachwerk, Giebelseite verputzt, Fenster und Gewände neu, Krüppelwalmdach mit neuen Falzziegeln, hofseitiger Anbau, Fenster und Haustür neu - Auszugshaus: hofseitig massiv mit schlichter Putzgliederung, hofabgewandte Seite Fachwerk im Obergeschoss, Erdgeschoss massiv, Krüppelwalmdach mit neuen Krempziegeln - Scheune: Fachwerkbau mit Satteldach (neue Krempziegel) | 08973393 |
| Weitere Bilder | Rittergut Casabra (Sachgesamtheit)                                                                                       | Hauptstraße 21, 23, 25, 27 (Karte) | Mitte 19. Jahrhundert                                                                                | Sachgesamtheit Rittergut Casabra mit folgenden Einzeldenkmalen: Gutsverwalterhaus (Nr. 21), Wirtschaftsgebäude (Nr. 23) und Gesindehaus (Nr. 25, 27) (siehe Einzeldenkmale 08973397 unter gleicher Anschrift) sowie nordöstliches Wirtschaftsgebäude und der Wirtschaftshof als Sachgesamtheitsteile; in ihrem Erscheinungsbild weitgehend authentisch erhaltene Hofanlage des ehemaligen Rittergutes Casabra, baugeschichtlich und ortsgeschichtlich von Bedeutung. Nordöstliches Wirtschaftsgebäude anderthalbgeschossiger Putzbau mit Gurtgesims und großem Rolltor, im Halbgeschoss Sandsteinfenstergewände, im Erdgeschoss gekoppelte Stallfenster mit übergreifenden gemauerten Entlastungsbögen, Satteldach, teils Biberschwanzdeckung, teils Dachpfannen, im Dachbereich Schäden. | 09305829 |
| Weitere Bilder | Gutsverwalterhaus (Nr. 21), Wirtschaftsgebäude (Nr. 23) und Gesindehaus (Nr. 25, 27) (Einzeldenkmale zu ID-Nr. 09305829) | Hauptstraße 21, 23, 25, 27 (Karte) | 18. Jahrhundert (Wirtschaftsgebäude); um 1800 (Gesindehaus); bezeichnet mit 1869 (Gutsverwalterhaus) | Einzeldenkmale der Sachgesamtheit Rittergut Casabra; in ihrem Erscheinungsbild weitgehend authentisch erhaltene Hofanlage des ehemaligen Rittergutes Casabra, baugeschichtlich und ortsgeschichtlich von Bedeutung. - nordwestliches Gutsverwalterhaus/Wohnstallhaus: zweigeschossiger Putzbau mit Drempelzone, Satteldach, flacher Mittelrisalit (hofseitig) mit Dreiecksgiebel, Sandsteingewände, Zwillingsfenster im Giebel und im Mittelrisalit, alte Fenster, alte Haustür, Putzgliederung, schlichte Fassadengliederung - östliches Wirtschaftsgebäude (vermutlich ehemals Scheune, heute Wohnhaus): anderthalbgeschossiger Putzbau mit sehr hohem Schopfwalmdach, in seiner Kubatur sehr authentisch - südliches Gesindehaus (heute Wohnhaus): lang gestreckter, zweigeschossiger Putzbau mit Ladeluken, Segmentbogenportal mit Schlussstein, Sandsteinfenster- und Türgewände, Schopfwalmdach | 08973397 |
| Weitere Bilder | Windmühle | Hauptstraße 51 (Karte)             | Bezeichnet mit 1891                                                                                  | Weitgehend original erhaltener Turmholländer von baugeschichtlicher, landschaftsgestaltender und technikgeschichtlicher Bedeutung. Dach und Ruten entfernt, es steht das sanierte, kegelförmige Mühlenhaus, keine Ausstattung mehr vorhanden. | 08973399 |
| Weitere Bilder | Wohnhaus (ehemalige Molkerei)                                                                                            | Oschatzer Straße 2 (Karte)         | Um 1900                                                                                              | Ortsgeschichtlich von Bedeutung, durch Lage an Straßenkreuzung von straßenbildprägender Wirkung. Zweigeschossiger, roter Ziegelbau (mit giebelseitigem zweigeschossigem Anbau mit schlichtem Zierfachwerk im Giebel), Bruchsteinsockel, Satteldach mit Krempziegeln (neu), umlaufendes Deutsches Band, späterer Schaufenstereinbau mit gelben Ziegeln, neue Fenster. | 08973396 |
| Weitere Bilder | Armenhaus | Oschatzer Straße 3 (Karte)         | Laut Auskunft 1765                                                                                   | Als ältestes und weitestgehend original erhaltenes Gebäude baugeschichtlich von Bedeutung, durch seine ursprüngliche Funktion als Armenhaus ortsgeschichtlich bedeutendes Zeugnis. Eingeschossiger Lehmbau mit Satteldach (Krempziegel), alte Fenster. Ausstattung: Ziegelboden. | 08973395 |

### Ehemaliges Denkmal (Casabra)
| Bild                                    | Bezeichnung | Lage                   | Datierung | Beschreibung | ID       |
| --------------------------------------- | ----------- | ---------------------- | --------- | --- | -------- |
| Direkt Bild zu diesem Denkmal hochladen | Häuslerhaus | Hauptstraße 15 (Karte) | Um 1780   | Durch seinen weitestgehend erhaltenen Originalzustand ein anschauliches Beispiel dörflicher Bebauung in der 2. Hälfte des 18. Jahrhunderts, baugeschichtlich von Bedeutung. In sich zusammengebrochen (Stand 2015), zwischen 2017 und 2018 abgerissen. Erdgeschoss massiv (Bruchstein), hofseitig und hofabgewandte Seite Fachwerk, Satteldach mit alter Biberschwanzdeckung, Gebäude straßenseitig später massiv erweitert, dabei Dach angeschleppt. | 08973398 |

## Gastewitz
| Bild | Bezeichnung                                  | Lage                 | Datierung | Beschreibung | ID       |
| ---- | -------------------------------------------- | -------------------- | --------- | --- | -------- |
|      | Wohnstallhaus eines ehemaligen Dreiseithofes | Bergstraße 1 (Karte) | Um 1850   | Stattliches massives Bauernhaus mit Krüppelwalmdach, baugeschichtlich und ortsbildprägend von Bedeutung. Massives zweigeschossiges Wohnstallhaus mit Krüppelwalmdach, schlichte Sandsteingewände, originale Kreuzstockfenster, Erdgeschoss im Eingangsbereich Kreuzgratgewölbe, Stall mit Gewölbe auf Sandsteinpfeilern. | 08966344 |

## Hof
| Bild                                    | Bezeichnung | Lage                         | Datierung                                                                               | Beschreibung | ID       |
| --------------------------------------- | --- | ---------------------------- | --------------------------------------------------------------------------------------- | --- | -------- |
|                                         | Rittergut Hof (Sachgesamtheit) | Am Dorfplatz 2, 3, 5 (Karte) | 1541–1542 (Altes Schloss); um 1790 (Gutspark)                                           | Sachgesamtheit Rittergut Hof mit folgenden Einzeldenkmalen: Altes Schloss (siehe Einzeldenkmal 08973389, Am Dorfplatz 3), Neues Schloss (siehe Einzeldenkmal 08973390, Am Dorfplatz 2), zwei Wirtschaftsgebäude (Am Dorfplatz 5), Scheune (Parkstraße 5), östliche Einfriedungsmauer mit Torpfeiler entlang der Parkstraße und nördliche Einfriedungsmauer entlang des Gutsparks (siehe Einzeldenkmale 09303947, Am Dorfplatz 5), der Schlosspark mit Brunnenring (Gartendenkmal) sowie Teich und Wirtschaftshof als Sachgesamtheitsteile; bemerkenswerte Rittergutsanlage mit baugeschichtlicher, ortsgeschichtlicher, künstlerischer und gartenkünstlerischer Bedeutung. - Schlosspark: hallenartiger Gehölzbestand, 61 % der Fläche von Baumkronen bedeckt, eine Strauchschicht fehlt, einige Bereiche durch Ahornaufwuchs gekennzeichnet, offener Bereich am westlichen Teichufer, dort einige Rhododendren - Zusammensetzung des Altbestands: Hainbuche, Stiel-Eiche, Rot-Buche, Esche, Berg-Ahorn und Winter-Linde Das Zentrum des Parks im Bereich der zwei Rondelle von großen, alten Bäumen geprägt. Der einstmals frei stehende Altbestand wird von jüngeren Gehölzen bedrängt. Sandsteinfiguren (Bacchus mit Bacchantin und Andromeda) nicht mehr vorhanden, durch Vandalismus zerstört. | 09303946 |
| Weitere Bilder                          | Neues Schloss (Einzeldenkmal zu ID-Nr. 09303946) | Am Dorfplatz 2 (Karte)       | 17. Jahrhundert Erdgeschoss Ostflügel; vor 1750 Neubau, Umbau                           | Einzeldenkmal der Sachgesamtheit Rittergut Hof; stattlicher Putzbau über winkligem Grundriss, im Winkel hoch aufragender Treppenturm mit Zwiebelhaube und Laterne, baugeschichtlich und ortsgeschichtlich von Bedeutung. Zweiflügeliger, zweigeschossiger Putzbau mit Mansarddach, hakenförmiger Grundriss, im Gebäudezwickel ein älterer Treppenturm, heute zum Teil Kindergarten und Schule, Kompletter Umbau-/Teilneubau im 18. Jahrhundert wohl in Ära Zinzendorf, Fassadendekoration im Zopfstil um 1780/90, Fassadendekoration Biedermeier um 1830. | 08973390 |
| Weitere Bilder                          | Altes Schloss (Einzeldenkmal zu ID-Nr. 09303946) | Am Dorfplatz 3 (Karte)       | 1541–1542                                                                               | Einzeldenkmal der Sachgesamtheit Rittergut Hof; Renaissancebau über winkligem Grundriss mit steilem Satteldach, baugeschichtlich, kunstgeschichtlich und ortsgeschichtlich von Bedeutung. Heutige Gemeindeverwaltung, zweigeschossiger Putzbau mit steilem Satteldach, profilierte Tür- und Fenstergewände aus Sandstein. Im Alten Schloss sollen Kaiser Karl V. und Herzog Moritz vor der Schlacht bei Mühlberg übernachtet haben. Neuausstattung wohl unter Dietrich von Schleinitz d. J. (Altar) nach 1612, bemalte Renaissance-Balkendecken im Obergeschoss entstanden zwischen 1613 (Rollenhagen) und 1618 (Altar in der Kirche), Maler C.S. | 08973389 |
|                                         | Zwei Wirtschaftsgebäude, östliche Einfriedungsmauer mit Torpfeiler entlang der Parkstraße und nördliche Einfriedungsmauer entlang des Gutsparks (Einzeldenkmale zu ID-Nr. 09303946) | Am Dorfplatz 5 (Karte)       | 18. Jahrhundert                                                                         | Einzeldenkmale der Sachgesamtheit Rittergut Hof; zwei im Winkel zueinander stehende, breit gelagerte Putzbauten mit markantem Mansardwalmdach, baugeschichtlich, ortsgeschichtlich und ortsbildprägend von Bedeutung. Stallgebäude eingeschossige, durch die wuchtigen, hohen Mansardwalmdächer geduckt wirkende und sehr lang gestreckte Putzbauten. | 09303947 |
|                                         | Ehemaliger Gasthof | Hauptstraße 8 (Karte)        | Laut Auskunft 1718                                                                      | Später Wohnhaus, stattlicher Fachwerkbau, baugeschichtlich, hausgeschichtlich, ortsgeschichtlich und straßenbildprägend von Bedeutung. Zweigeschossiger Putzbau, Erdgeschoss massiv, Fachwerk mit K-Streben im ersten Obergeschoss und im straßenseitigen Giebel, Krüppelwalmdach mit Kronendeckung, Fenster mit Sandsteingewänden, ursprünglich Gasthof, Fachwerk hofseitig aufgebrettert (altes Fachwerk darunter erhalten), alte Fenster im Erdgeschoss, im Obergeschoss erneuert, neue Haustür. | 08973388 |
| Direkt Bild zu diesem Denkmal hochladen | Wohnhaus | Hauptstraße 19 (Karte)       | Um 1780 und später                                                                      | Bemerkenswerter Fachwerkbau, baugeschichtlich und straßenbildprägend von Bedeutung. Erdgeschoss und anderer Giebel massiv, Obergeschoss und Südgiebel Fachwerk, Wandöffnungen im Erdgeschoss zum Teil verändert, im Obergeschoss alte Fenster, im Giebel noch original (Schiebefenster), relativ steiles Satteldach, Falzziegel. | 08973383 |
| Direkt Bild zu diesem Denkmal hochladen | Wasserpumpe | Hauptstraße 20 (Karte)       | Um 1900                                                                                 | Vor der ehemaligen Schule, sozialgeschichtlich von Bedeutung. Hölzerne Handschwengelpumpe, Brunnenschacht mit Sandsteinabdeckung, hölzerner Pumpe mit Schwengel. Schule war zweigeschossiger Putzbau mit Drempelzone, Bruchsteinsockel (verputzt), scharrierte Sandsteingewände, gekuppelte Fenster an straßenseitigem Giebel (alte Rundbogenfenster), Steinplatte an nördlicher Giebelseite: „Lasset die Kinderlein zu mir kommen, Erbaut 1882“, Drempelzone mit runden Lüftungsgittern, Satteldach mit Falzziegeln, neues Dachhäuschen. Älterer Teil: eingeschossiger Bruchsteinbau mit Krüppelwalmdach, teilweise Sandsteingewände. Abbruch vor 2015. | 08973384 |
| Direkt Bild zu diesem Denkmal hochladen | Häuslerhaus | Jahnatalgasse 14 (Karte)     | Ende 18. Jahrhundert                                                                    | Einziges erhaltenes Häuslerhaus in Fachwerkbauweise, baugeschichtlich von Bedeutung. Zweigeschossiger Bau mit massivem Erdgeschoss, Lehmdecken, Obergeschoss und straßenseitiger Giebel Fachwerk, Krüppelwalmdach, Falzziegel, Fenster und Haustür neu. | 08973375 |
| Weitere Bilder                          | Kirche (mit Ausstattung) und Denkmal für die Gefallenen des Ersten Weltkrieges | Kirchweg (Karte)             | 1692–1697, bezeichnet mit 1693 (Kirche); 1624 (Altar); nach 1918 (Kriegerdenkmal)       | Barocke Saalkirche, orts- und regionalgeschichtlich bedeutendes Zeugnis mit hoher architektonisch-künstlerischer Qualität. Anlage eingefriedet durch Kalksteinpfosten auf Ziegelsockel, ursprünglich durch Ketten miteinander verbunden, die ehemals auf dem Kirchhof stehenden Grabmale befinden sich heute im Inneren der Kirche. - Kirche: barocke Saalkirche mit Sakristeianbau im Süden und Turm an Westseite, Putzbau mit 5/8-Schluss und kräftiger Gliederung durch Lisenen und Blendbögen, bemerkenswerte Ausstattung (Epitaphaltar, Sandsteintaufstein) - Grabsteine aus Sandstein: für Hans Asmus von Haufwitz (gestorben 1544), Angehörige der Familie von Schleinitz - Denkmal für Gefallenen des Ersten Weltkrieges: obeliskartiger Granitblock, vorderseitig poliert, auf Granitblock mit Eichenlaub, eingemeißelte Namen der Gefallenen | 08973385 |
| Direkt Bild zu diesem Denkmal hochladen | Scheune (Einzeldenkmal zu ID-Nr. 09303946) | Parkstraße 5 (Karte)         | 1. Hälfte 19. Jahrhundert                                                               | Einzeldenkmal der Sachgesamtheit Rittergut Hof; lang gestreckter verputzter Bruchsteinbau, östlicher Dachabschluss Schopfwalmdach, baugeschichtlich, ortsgeschichtlich und ortsbildprägend von Bedeutung, Wandöffnungsverhältnis an der Giebelseite zur Parkstraße noch weitestgehend original | 09303947 |
| Direkt Bild zu diesem Denkmal hochladen | Friedhof Hof (Sachgesamtheit) | Salbitzer Straße (Karte)     | 19. Jahrhundert                                                                         | Sachgesamtheit Friedhof Hof, mit folgenden Einzeldenkmalen: Friedhofskapelle, zwei Grabmale und Grabanlage der ehemaligen Gutsbesitzerfamilie (siehe Einzeldenkmale 08973391), Friedhofsgestaltung mit Allee (Gartendenkmal) und Einfriedung als Sachgesamtheitsteile; Friedhofskapelle im neogotischen Stil, baugeschichtlich und ortsgeschichtlich von Bedeutung | 09305800 |
| Direkt Bild zu diesem Denkmal hochladen | Friedhofskapelle, zwei Grabmale und Grabanlage der ehemaligen Gutsbesitzerfamilie (Einzeldenkmale zu ID-Nr. 09305800)                                                               | Salbitzer Straße (Karte)     | Um 1860 (Friedhofskapelle); 19. Jahrhundert (Grabmal); 19./20. Jahrhundert (Grabanlage) | Einzeldenkmale der Sachgesamtheit Friedhof Hof; baugeschichtlich und ortsgeschichtlich von Bedeutung. - Friedhofskapelle: im neogotischen Stil, Giebelwand mit Putzquaderung, Schulterbogenportal mit Blendmaßwerk, Treppengiebel, an den Schmalseiten Lisenengliederung und Spitzbogenfries - Grabmal im neogotischen Stil, Sandstein, bezeichnet mit 1840 - Grabmal Anna Elisabeth Pfaff (1848–1920), Sandsteinpostament mit Urnenaufsatz - Grabanlage der Familie Steiger (Gutsbesitzer in Hof): mehrere Grabmale durch eine schmiedeeiserne Einfriedung eingefasst | 08973391 |

## Hohenwussen
| Bild           | Bezeichnung | Lage                           | Datierung                                                                                               | Beschreibung | ID       |
| -------------- | --- | ------------------------------ | --- | --- | -------- |
| Weitere Bilder | Dorfkirche und Kirchhof Hohenwussen (Sachgesamtheit) | Dorfstraße (Karte)             | im Kern um 1500                                                                                         | Sachgesamtheit Kirche und Kirchhof Hohenwussen mit folgenden Einzeldenkmalen: Kirche mit Ausstattung, sechs Grufthäuser, zwei Grabmale, Denkmal für die Gefallenen des Ersten Weltkrieges und Einfriedungsmauer (siehe Einzeldenkmale 08972779), den Kirchhof umgebende Baumreihe und Lutherlinde (Gartendenkmal) sowie Wallanlage und Kirchhof als Sachgesamtheitsteile; malerisch auf einer Wallanlage gelegener Kirchhof mit spätgotischer Saalkirche, baugeschichtlich, ortsgeschichtlich und landschaftsgestaltend von Bedeutung | 09305757 |
| Weitere Bilder | Kirche mit Ausstattung, sechs Grufthäuser, zwei Grabmale, Denkmal für die Gefallenen des Ersten Weltkrieges und Einfriedungsmauer (Einzeldenkmale zu ID-Nr. 09305757) | Dorfstraße (Karte)             | im Kern um 1500 (Kirche); 2. Hälfte 19. Jahrhundert (Grabmal und Grufthaus); nach 1918 (Kriegerdenkmal) | Einzeldenkmale der Sachgesamtheit Kirche und Kirchhof Hohenwussen; spätgotische Saalkirche, baugeschichtlich und ortsgeschichtlich von Bedeutung, aufgrund ihrer erhöhten Lage auf einem Wall von außergewöhnlich landschaftsbildprägender Wirkung. - Kirche: spätgotische Saalkirche, untere Geschosse des Turmes in ihrem Kern um 1500, Rundbogenportal an der Südseite datiert 1697, Restaurierung 1902 und 1963, Bruchsteinbau mit 5/8 Schluss, Korbbogenfenster mit gotisierendem Gewände, Westturm über quadratischem Grundriss - Grufthäuser: in den Wall gebaute Grabhäuser (je zwei nebeneinander) mit aufwändig gearbeiteter historistischer Schauseite - Einfriedung: Wall mit umlaufender Bruchsteinmauer, unverputzt - verschiedene Grabmale in Form von Sandsteinstelen - Kriegerdenkmal: Art-déco-beeinflusster Stein aus Porphyrtuff mit durch Ketten verbundenen Metallpfosten als Einfriedung | 08972779 |
| Weitere Bilder | Sachgesamtheit Königlich-Sächsische Triangulierung („Europäische Gradmessung im Königreich Sachsen“); Station 104, Hohenwussen                                        | Dorfstraße (Karte)             | Bezeichnet mit 1868                                                                                     | Triangulationssäule; Station 2. Ordnung, technikgeschichtlich von Bedeutung. Triangulationssäule in der Friedhofsmauer von 1863, quadratischer Grundriss, hoher Sockel, Laussnitzer Granit, stark nachgedunkelt, Höhe 1,9 m, Höhenbolzen und Abdeckplatte vorhanden, Inschrift „Station/HOHENWUSSEN/der/Kön: Sächs:/Triangulierung/1868.“ Die Station Hohenwussen ist als 1,9 m hoher Pfeiler aus Laussnitzer Granit gestaltet. Sie ist in die Mauer des Kirchfriedhofes integriert. Der Stationsstein ist im Netz der Stationssteine einmalig, da er zum einen nicht von allen Seiten frei zugänglich ist, zum anderen, weil die Kirche unmittelbar im Nordosten eine erhebliche Sichtbeschränkung darstellt. Heute sind alle Sichten durch die hohen Linden praktisch verloren. Die Steine für die Vermarkung der Station sind in einem Steinbruch bei Königsbrück in einer kleinen Serie hergestellt und dann zum Standort transportiert worden. Auch die Stationen 103 (Eichardthöhe) und 102 (Schleinitzhöhe) stammen aus dieser Produktion und wurden zeitgleich errichtet. Auf dem Pfeiler sind mindestens sechs Richtungssätze zu unterschiedlichen Zeiten für die Netzverdichtung gemessen worden. Auch Kirchen fanden dabei Berücksichtigung. Der Höhenbolzen wurde erst später in den Pfeiler eingesetzt, in der Zeit der Gradmessung gab es eine Höhenmarke an der Kirche. | 09305756 |
| Weitere Bilder | Wohnhaus | Dorfstraße 22 (Karte)          | Um 1820                                                                                                 | Regionaltypischer Fachwerkbau, baugeschichtlich von Bedeutung. Zweigeschossiger Bau mit Krüppelwalmdach (zum Teil mit Kronendeckung), Erdgeschoss massiv (Lehmziegel/Bruchstein) mit breiten scharrierten Sandsteingewänden, alte Fenster, Winterfenster, alte Haustür mit profiliertem Türgewände, Obergeschoss Fachwerk mit Holzstakenausfachung, alte Fenster und Winterfenster, Giebelseite (Südseite) später verändert (Backsteinmauerwerk), Fensteröffnungen zum Teil zugesetzt. Ausstattung: alte Treppe. Stand 2015: Dachstuhl des Gebäudes abgebrochen, Notsicherung durch Wellblechdach. | 08972780 |
| Weitere Bilder | Wasserturm | Dorfstraße 24 (hinter) (Karte) | 1966 | Technisches Denkmal, Bautyp Hydroglobus, gestalterisch überzeugend durch Material und Form, landschaftsprägend, kugelförmiger Wasserbehälter, mit Aluminiumhaut. Der sogenannte Hydroglobus wurde 1966 am Standort der alten Windmühle nahe der Ortschaft Hohenwussen errichtet, um dem gestiegenen Wasserbedarf der umliegenden Ortschaften gerecht zu werden. Es handelt sich um einen in Ungarn entwickelten Bautyp, dessen Montagezeit sich aufgrund der vorgefertigten Bauteile auf etwa zwei Monate beschränkte und der häufig als Industriewasserturm Verwendung fand. Der Hohenwussener Wasserturm wurde aus Ungarn importiert, vor Ort mit Hilfe von deutschen und ungarischen Spezialisten montiert und im Richtverfahren aufgerichtet. Auftraggeber des 28,5 Meter hohen Turmes war der VEB Wasserversorgung und Abwasserbehandlung Leipzig, Bereich Döbeln. Der Wasserturm besticht durch seine minimalistische Ausführung. Auf einem 80 Zentimeter schmalen, zylindrischen Schaft, der mit sechs Stahlseilen abgespannt ist, sitzt der kugelförmige, mit Aluminiumblech verkleidete Wasserbehälter (Fassungsvermögen 100 m³). Dem Hydroglobus Hohenwussen kommt aufgrund seiner exponierten Lage eine landschaftsprägende Funktion zu. Zugleich legt er mit seiner Herstellungsgeschichte Zeugnis von den wirtschaftlichen Beziehungen zwischen den ehemaligen, sozialistisch geführten Ländern DDR und Volksrepublik Ungarn ab und ist somit ein Denkmal von hohem gesellschafts- und technikgeschichtlichem Wert. | 08972782 |

## Kreina
| Bild                                    | Bezeichnung                                               | Lage                 | Datierung          | Beschreibung | ID       |
| --------------------------------------- | --------------------------------------------------------- | -------------------- | ------------------ | --- | -------- |
| Direkt Bild zu diesem Denkmal hochladen | Wohnhaus und Seitengebäude eines ehemaligen Vierseithofes | In der Aue 5 (Karte) | Um 1800 und später | Aufgrund seines weitestgehend erhaltenen Originalzustandes ein anschauliches Zeugnis dörflicher Bauweise im 19. Jahrhundert, baugeschichtlich von Bedeutung. - Bauernhaus: zweigeschossiger Putzbau mit Krüppelwalmdach (Falzziegel), ursprünglich Erdgeschoss massiv und Obergeschoss Fachwerk, 1866 massiv erneuert, auf Hofseite alte Tür mit Sandsteingewände, schlichte Putzgliederung - Seitengebäude: Erdgeschoss massiv, Obergeschoss ursprünglich Fachwerk, später massiv (Backsteine) ersetzt, zum Teil noch Winterfenster Eines der beiden Gebäude zwischen 2018 und 2020 abgerissen. | 08973392 |

## Reppen
| Bild                                    | Bezeichnung                                       | Lage                                     | Datierung                        | Beschreibung | ID       |
| --------------------------------------- | ------------------------------------------------- | ---------------------------------------- | -------------------------------- | --- | -------- |
| Direkt Bild zu diesem Denkmal hochladen | Thälmann-Gedenkstein                              | Bergstraße (Karte)                       | 3. Viertel 20. Jahrhundert       | Zur Erinnerung an Ernst Thälmann, Vorsitzender der kommunistischen Partei und Opfer des Faschismus, als Zeugnis der Ernst Thälmann-Gedenkkultur der DDR von historischer Bedeutung. Granitstein, Inschrift „E. Thälmann 1886–1944“. | 08972773 |
| Direkt Bild zu diesem Denkmal hochladen | Wohnstallhaus eines Dreiseithofes                 | Bergstraße 16 (Karte)                    | Schlussstein bezeichnet mit 1809 | Aufgrund seines weitestgehend erhaltenen Originalzustandes ein anschauliches Zeugnis ländlicher Holzbauweise seiner Zeit, baugeschichtlich von Bedeutung. Erdgeschoss massiv (Bruchstein) mit scharrierten Sandsteingewänden (Schlusssteine über beiden Türen), Obergeschoss Fachwerk (Holzstakenausfachung und Lehmputz), alte Fenster, relativ breite Gefache, manche Ausfachungen entfernt, alte Türen, Krüppelwalmdach mit alter Biberschwanzdeckung und einer Fledermausgaube. | 08972774 |
| Direkt Bild zu diesem Denkmal hochladen | Denkmal für die Gefallenen des Ersten Weltkrieges | Stauchitzer Straße 3 (gegenüber) (Karte) | Nach 1918                        | Ortsgeschichtlich von Bedeutung. Naturstein, auf hohem Postament mit bekrönendem Kreuz (Form eines Eisernen Kreuzes). | 08972772 |

## Salbitz
| Bild                                    | Bezeichnung                                       | Lage                      | Datierung | Beschreibung | ID       |
| --------------------------------------- | ------------------------------------------------- | ------------------------- | --------- | --- | -------- |
| Direkt Bild zu diesem Denkmal hochladen | Wohnhaus                                          | Friedensstraße 18 (Karte) | Um 1840   | Anschauliches Zeugnis ländlicher Holzbauweise, baugeschichtlich von Bedeutung                                                  | 08972763 |
| Direkt Bild zu diesem Denkmal hochladen | Wohnhaus                                          | Friedensstraße 24 (Karte) | Um 1840   | Obergeschoss Fachwerk, aufgrund seiner erhöhten, von weitem sichtbaren Lage baugeschichtlich und ortsbildprägend von Bedeutung | 08972765 |
|                                         | Denkmal für die Gefallenen des Ersten Weltkrieges | Ostrauer Straße (Karte)   | Nach 1918 | Ortsgeschichtlich von Bedeutung                                                                                                | 08972761 |

## Stennschütz
| Bild | Bezeichnung | Lage                          | Datierung                      | Beschreibung | ID       |
| ---- | ----------- | ----------------------------- | ------------------------------ | --- | -------- |
|      | Schmiede    | Gastewitzer Straße 22 (Karte) | Bezeichnet mit 1811 und später | Wichtiges Zeugnis der alten Bebauung von Stennschütz, als ehemalige Schmiede von ortsgeschichtlicher und handwerksgeschichtlicher Bedeutung. Zweigeschossiger Putzbau (Bruchstein und Klinker), Krüppelwalmdach mit Krempziegeln, schlichte Putzgliederung, Giebel oben verbrettert, alte Fenster, Eingangstür (20er Jahre), originale Fenster an hofabgewandter Seite, späterer Anbau 1920er Jahre. | 08972776 |

## Zeicha
| Bild                                    | Bezeichnung                                                                 | Lage                 | Datierung           | Beschreibung | ID       |
| --------------------------------------- | --------------------------------------------------------------------------- | -------------------- | ------------------- | --- | -------- |
| Direkt Bild zu diesem Denkmal hochladen | Wohnhaus, zwei Seitengebäude und Einfriedung eines ehemaligen Vierseithofes | Am Teich 8 (Karte)   | Bezeichnet mit 1833 | Aufgrund seines weitestgehend erhaltenen Originalzustandes und aufgrund seiner erhöhten Lage ein in seiner Gesamtheit anschauliches Zeugnis dörflicher Bebauung seiner Zeit, baugeschichtlich von Bedeutung. - Bauernhaus: zweigeschossiger Bau mit Krüppelwalmdach, Erdgeschoss massiv, Sandsteingewände, neue Fenster, Obergeschoss Fachwerk, zum Teil noch alte Fenster, Sandsteingewände um Tür mit Initialen und Datierung, Haustür neu, Giebel und hofabgewandte Seite im Obergeschoss verschiefert - beide Seitengebäude: unten massiv (Bruchstein) mit Sandsteingewände, oben Fachwerk (zum Teil massiv erneuert) und Holzgewände, Krüppelwalmdach mit alten Biberschwanzziegeln, alte und neue Türen, spätere Lüftungsklappen - Einfriedung: verputzte Bruchsteinmauer | 08972768 |
| Direkt Bild zu diesem Denkmal hochladen | Gasthof und Seitengebäude                                                   | Ringstraße 5 (Karte) | Um 1800 und später  | Beide Gebäude in Fachwerkbauweise, als ehemaliger Gasthof von baugeschichtlicher und ortsgeschichtlicher Bedeutung. - Gasthof: Erdgeschoss massiv, Obergeschoss Fachwerk (verputzt), Sandsteingewände, neue Haustür, Giebel mit schlichter Putzgliederung - Stallgebäude: Erdgeschoss massiv, Obergeschoss Fachwerk (Holzstakenausfachung), Krüppelwalmdach, im Erdgeschoss alte Türen und Fenster, im Obergeschoss originale Fenster | 08972766 |
| Direkt Bild zu diesem Denkmal hochladen | Zwei Seitengebäude und Scheune eines Vierseithofes                          | Ringstraße 8 (Karte) | Um 1850             | Repräsentatives Zeugnis ländlicher Fachwerkbauweise, baugeschichtlich von Bedeutung, zudem Anlage mit ortsbildprägendem Charakter. - Scheune: Fachwerk mit Satteldach (neu), denkmalgerecht saniert - Seitengebäude: Erdgeschoss massiv, Obergeschoss Fachwerk (zum Teil verschiefert), zum Teil noch alte Fenster | 08972770 |

### Ehemaliges Denkmal (Zeicha)
| Bild                                    | Bezeichnung                     | Lage               | Datierung | Beschreibung | ID       |
| --------------------------------------- | ------------------------------- | ------------------ | --------- | --- | -------- |
| Direkt Bild zu diesem Denkmal hochladen | Auszugshaus eines Vierseithofes | Am Teich 3 (Karte) | Um 1800   | Obergeschoss Fachwerk, baugeschichtlich von Bedeutung; 2018 abgerissen. Fachwerkbau mit Satteldach (alte Deckung: Falzziegel), teilweise massiv unterfahren, originale Fenster, Giebel massiv mit zum Teil alten Fenstern und Sandsteingewänden, alte Holztüren, Rückseite massiv. | 08972767 |

## Tabellenlegende
- Bild: Bild des Kulturdenkmals, ggf. zusätzlich mit einem Link zu weiteren Fotos des Kulturdenkmals im Medienarchiv Wikimedia Commons. Wenn man auf das Kamerasymbol klickt, können Fotos zu Kulturdenkmalen aus dieser Liste hochgeladen werden:
- Bezeichnung: Denkmalgeschützte Objekte und ggf. Bauwerksname des Kulturdenkmals
- Lage: Straßenname und Hausnummer oder Flurstücknummer des Kulturdenkmals. Die Grundsortierung der Liste erfolgt nach dieser Adresse. Der Link (Karte) führt zu verschiedenen Kartendiensten mit der Position des Kulturdenkmals. Fehlt dieser Link, wurden die Koordinaten noch nicht eingetragen. Sind diese bekannt, können sie über ein Tool mit einer Kartenansicht einfach nachgetragen werden. In dieser Kartenansicht sind Kulturdenkmale ohne Koordinaten mit einem roten bzw. orangen Marker dargestellt und können durch Verschieben auf die richtige Position in der Karte mit Koordinaten versehen werden. Kulturdenkmale ohne Bild sind an einem blauen bzw. roten Marker erkennbar.
- Datierung: Baubeginn, Fertigstellung, Datum der Erstnennung oder grobe zeitliche Einordnung entsprechend des Eintrags in der sächsischen Denkmaldatenbank
- Beschreibung: Kurzcharakteristik des Kulturdenkmals entsprechend des Eintrags in der sächsischen Denkmaldatenbank, ggf. ergänzt durch die dort nur selten veröffentlichten Erfassungstexte oder zusätzliche Informationen
- ID: Vom Landesamt für Denkmalpflege Sachsen vergebene, das Kulturdenkmal eindeutig identifizierende Objekt-Nummer. Der Link führt zum PDF-Denkmaldokument des Landesamtes für Denkmalpflege Sachsen. Bei ehemaligen Kulturdenkmalen können die Objektnummern unbekannt sein und deshalb fehlen bzw. die Links von aus der Datenbank entfernten Objektnummern ins Leere führen. Ein ggf. vorhandenes Icon  führt zu den Angaben des Kulturdenkmals bei Wikidata.

## Ausführliche Denkmaltexte
1. ↑  Historische Entwicklung Rittergut Hof:
  - erstmals nachweisbar erwähnt 1360
  - ab Anfang des 15. Jahrhunderts bis 1660 Eigentümer Familie von Schleinitz
  - das Gut geht zurück auf eine mittelalterliche Wasserburg, noch vorhandene Reste des Wallgrabens („Wal“)
  - zwei Schlösser: zweiflügeliger ältere Bau, 2. Hälfte 16. Jahrhundert („Altes Schloss“) und jüngerer Bau aus der Zeit um 1790 mit Turm aus dem 17. Jahrhundert („Neues Schloss“)
  - Sandsteinfiguren im Park um 1790, ursprünglich mindestens fünf große Figuren und zwölf Statuen musizierender Kinder, davon nur noch zwei Figuren erhalten (Bacchus mit Bacchantin und Andromeda)
  - Park im französischen Stil angelegt, Reste davon in der Hauptallee und in den Rondellen heute noch erkennbar
  - 19. Jahrhundert Umgestaltung des Parks im landschaftlichen Stil (seltene Koniferen und mächtige Tulpenbäume)
  - Altes Schloss: 1932 von Gemeinde erworben, diente Wohnzwecken
  - Neues Schloss: beherbergte später NSKK Motorsportschule, seit 1947 als Schule genutzt
  - nach 1945 wurden Teile des Parks abgetrennt, diese befinden sich noch heute im Privatbesitz, in der Folgezeit wurden in den Park Kinderspielplatz, Schulgarten und Jugendclubgebäude eingefügt
  - Sanierung des Alten Schlosses von 1996 bis 2002